# Lee Grant (futbolista)
Lee Anderson Grant (Hemel Hempstead, Inglaterra, Reino Unido, 27 de enero de 1983) es un exfutbolista británico que jugaba como portero y su último equipo fue el Manchester United F. C. Actualmente es asistente técnico de Kieran McKenna en el Ipswich Town Football Club.
Grant comenzó su carrera profesional en el Derby County, haciendo su debut en la First Division el 7 de septiembre de 2002. Grant pasó cinco temporadas en Derby, tiempo durante el cual fue cedido a Burnley y Oldham Athletic. Se unió al Sheffield Wednesday en julio de 2007 y se estableció como portero titular, jugando en 136 partidos consecutivos. Se mudó a Burnley en julio de 2010, donde realizó 126 apariciones en tres temporadas, antes de regresar a Derby en mayo de 2013. Grant se unió a Stoke City en agosto de 2016, inicialmente a préstamo, antes de una transferencia permanente en enero de 2017. Pasó dos temporadas en Stoke antes de mudarse al Manchester United en julio de 2018, donde estuvo hasta su retirada en 2022.

## Trayectoria

### Derby County
Grant comenzó su carrera en Watford en 1998 pero no fue promovido en el club de Hertfordshire y Grant se unió al Derby County como juvenil en 2000 e hizo su debut con los Rams en la temporada 2002-03 en un juego de liga contra el Burnley el 7. septiembre de 2002, reemplazando al lesionado Andy Oakes. Luego ganó el premio al Jugador Joven del Año del club después de jugar un total de treinta juegos. Al final de la temporada, Grant se había establecido como titular en las juveniles de Inglaterra y se unió al equipo sub-21 para una sesión de entrenamiento en Cerdeña antes de los partidos de clasificación para el Campeonato Europeo sub-21 contra Serbia y Montenegro y Eslovaquia en junio de 2003.
Finalmente hizo su debut para la selección sub-21 de Inglaterra el 9 de septiembre de 2003 después de que Chris Kirkland se lesionara durante el calentamiento antes del partido de clasificación para el Campeonato de Europa contra Portugal, y luego hizo otras tres apariciones para el equipo juvenil. Mientras tanto, una serie de buenas actuaciones con el Derby County después de otra lesión de Andy Oakes le valió una extensión de contrato de tres años y medio el 29 de enero de 2004. Grant se ubicó en cuarto lugar en el premio al Jugador del Año de los fanáticos al final de la temporada 2003-04.
El joven portero del Derby Lee Camp tuvo una oportunidad durante la pretemporada 2004-05 después de un tiempo en préstamo muy exitoso en el Queens Park Rangers la temporada anterior. Camp impresionó con su juego y, como resultado, Grant comenzó la temporada en el banquillo a pesar de su buena forma. La decisión llevó a la prensa a comentar que Grant sobraba en Pride Park, sin embargo, el director técnico George Burley descartó la historia como "especulación total sin base en la realidad". Por la misma época, Grant no volvió a ser llamado a la selección inglesa sub-21 también por Camp.
Grant tendría que esperar hasta el 19 de octubre para hacer su primera aparición de la temporada para el Derby, cuando reemplazó a Lee Camp en la portería después de la expulsión de Camp contra el Wolverhampton Wanderers. Grant pasó a ser titular el siguiente partido contra el Burnley mientras que Camp pagaba suspensión por la tarjeta roja, pero no jugaría otro partido de titular por el resto de la temporada. Lee Camp simpatizó con Grant en el momento, diciendo: "Es difícil para Granty o para mi estar en su frustrante situación. Jugó contra el Burnley y no hizo nada malo, pero creo que he hecho lo suficiente esta temporada para garantizar mi lugar". Los problemas de Grant se incrementaron cuando sufrió una lesión en la muñeca en un entrenamiento en marzo de 2005. La lesión fue seguida por un problema en el hombro el mes siguiente que requirió cirugía y mantuvo al portero fuera de acción durante varios meses.
El nuevo entrenador del Derby, Phil Brown, le dio una oportunidad a Grant durante la pretemporada 2005-06, pero fue nuevamente relegado al banco al comienzo de la temporada. Jugó su primer juego de la temporada el 24 de agosto de 2005 cuando Derby se enfrentó al Grimsby Town en la Copa de la Liga. Grant sufrió otra lesión donde se fracturó su metatarso durante el entrenamiento, y estuvo fuera de acción por dos semanas.

#### Cesión al Burnley
Después de jugar solo tres juegos en 18 meses, Grant pudo unirse al Burnley en préstamo por un mes el 15 de noviembre de 2005 como sustituto del suspendido Brian Jensen. Grant hizo su debut para Burnley contra Leicester City el 19 de noviembre, pero a pesar de una extensión de un mes al préstamo, Grant no logró sustituir a Jensen como guardameta titular y no volvió a jugar para el primer equipo antes de regresar a Derby. Grant regresó a su club el 14 de enero de 2006 debido a que el entrenador de Burnley, Steve Cotterill, comento que el club no podía seguir pagando sus altos salarios y que "puede ir a préstamo a otro lugar donde jugará todo el tiempo".

#### Cesión al Oldham Athletic
El 31 de enero de 2006 fue cedido por el Derby al Oldham Athletic de la League One en un acuerdo hasta el final de la temporada. El mánager de Oldham Ronnie Moore reveló en ese momento que temía que el acuerdo no se diera luego de ser acordado con Phil Brown y fuera despido como técnico del Derby el 30 de enero, sin embargo Derby honró el acuerdo que ya había sido acordado y la transferencia se completó. El acuerdo obligó a Lance Cronin a abandonar el club, ya que Oldham no pudo pagar los salarios de tres guardametas de alto rango. Grant hizo su debut con la Lactics en la derrota por 1-0 en casa ante el Port Vale el 4 de febrero de 2006. Rápidamente se estableció como el portero titular y pasó a hacer un total de dieciséis apariciones en la liga para Oldham. En marzo de 2006, Moore reveló que estaba considerando hacer permanente la transferencia de Grant, pero a pesar de que el jugador dijo que le gustaría hacer el cambio de forma permanente, no se hizo ninguna oferta después de que Moore se marchara de Oldham el 1 de junio de 2006.

#### Regreso de las cesiones
Grant volvió a tener una oportunidad durante la pretemporada 2006-07, y el mánager del Derby, Billy Davies, le otorgó un lugar de titular para el segundo partido de liga contra el Stoke City el 8 de agosto de 2006. Sin embargo, la llegada de Stephen Bywater el 12 de agosto de 2006 limitó aún más las oportunidades en el primer equipo de Grant. Luego de que Bywater sufriera una lesión en el muslo y que Camp estuviera en préstamo en el Norwich City, Grant pudo tener seis apariciones en septiembre y octubre de 2006, pero luego del regreso de Bywater, quedó nuevamente fuera del equipo hasta su última aparición contra el Ipswich Town el 14 de abril de 2007 cuando reemplazó a Bywater a quien se le mostró la tarjeta roja. Bywater recibió una sanción de un partido, sin embargo, Lee Camp fue llamado de su préstamo y tomó su lugar en el siguiente partido. El contrato de Grant expiró el 2 de julio de 2007 y Derby no ofreció una extensión.

### Sheffield Wednesday
Grant firmó un contrato de tres años con el Sheffield Wednesday el 2 de julio de 2007, uniéndose al mismo tiempo que otro joven portero, Robert Burch. A pesar de que el entrenador de porteros, Billy Mercer, declaró que no habría "número uno ni número dos", Grant recibió la camiseta número uno y, a pesar de algunas malas actuaciones iniciales, se estableció como el portero titular.
Grant fue elogiado por Brian Laws después del juego contra el Queens Park Rangers el 24 de noviembre de 2007 después de hacer una serie de excelentes paradas, con el entrenador afirmando que "fue una actuación que anima a todos y Lee Grant muestra lo que puede hacer un buen arquero". Laws volvió a elogiar a su portero el 1 de enero de 2008, alegando que "probablemente haya sido el portero más destacado de la liga en términos de forma actual". Grant jugó un papel importante en la permanencia del equipo en la categoría durante la campaña 2007-08 con muchas actuaciones excelentes, incluyendo una atajada crucial y memorable en el último encuentro contra el Norwich City en Hillsborough. En la campaña 2008-09, Grant ganó el PFA Fans' Championship player of the Month además de ser el jugador del año de los Wednesday. En el segundo derbi de Steel City de la temporada, Grant logró otra memorable atajada de un remate de Billy Sharp que mantuvo la ventaja de los Wednesday de 2-1 y completó su primer doblete en liga sobre los Blades, que no pasaba hacia 95 años.

### Burnley
El 27 de julio de 2010, Grant regresó a su antiguo club de cesión, el Burnley, por alrededor de £ 1 millón, luego de que tres ofertas anteriores fallaran. Se unió al antiguo entrenador de los Owls, Brian Laws, como su cuarto fichaje de verano en Turf Moor como suplente de Brian Jensen. Grant jugó 130 encuentros para Burnley a lo largo de 3 años y ganó el premio al jugador de los aficionados de la temporada en 2012-13.

### Regreso al Derby County
El 7 de mayo de 2013, se confirmó que Grant volvería al Derby County con un contrato de tres años después de que su contrato con Burnley expirara el 1 de julio de 2013. Grant entró en la temporada 2013-14 como el portero titular y jugó cada minuto de cada juego de liga y copa en la temporada. Hizo su primera aparición con el Derby después de más de seis años en un empate 1-1 en casa ante el Blackburn Rovers el 4 de agosto y mantuvo su primera racha de la temporada dos días después, logrando varias atajadas mientras el Derby vencía al Oldham Athletic por 1-0 en la primera ronda de la Copa de la Liga. En el siguiente juego, realizó una importante atajada al final del encuentro para asegurar la primera victoria de la temporada de liga, en una victoria por 2-1 ante el Brighton & Hove Albion. En un partido contra el Leicester City el 17 de agosto, registró dos buenas atajadas en la primera mitad, pero concedió un gol en propia puerta, algo "desafortunado" en la segunda mitad, el Derby fue derrotado por 1-0.
Hizo otra buena actuación en una victoria 3-0 ante el Yeovil Town el 24 de agosto y mantuvo su portería a cero en una victoria 5-0 sobre Brentford el 27 de agosto, pero tuvo la culpa por un gol en el empate 2-2 de Derby ante el Bolton Wanderers el 17 de septiembre. Hizo una serie de atajadas y ahogo el grito de gol a Darius Henderson desde el punto de penalti durante el partido de The Rams ante el feroz rival Nottingham Forest el 28 de septiembre, pero no pudo evitar que el Derby de 10 hombres perdiera 1-0. Mantuvo su portería a cero dos veces consecutivas los días 9 y 23 de noviembre, en una victoria por 3-0 ante el Sheffield Wednesday y una victoria por 1-0 ante el Bournemouth, respectivamente. Su sexta portería a cero de la temporada vino en una victoria 2-0 contra Charlton Athletic el 14 de diciembre.
Aunque el Derby perdió por 2-0 ante el Chelsea en la tercera ronda de la FA Cup el 5 de enero, Grant hizo dos excelentes atajadas al final del encuentro para negar dos veces a Fernando Torres la posibilidad de aumentar la ventaja del Chelsea. Concedió cuatro goles cuando el Derby perdió por 4-1 ante el Leicester City el 10 de enero, pero no pudo detenerlos e hizo varias buenas paradas para mantener el marcador abajo. En el siguiente juego, un triunfo por 1-0 ante Brighton & Hove Albion, Grant realizó una "impresionante" atajada para negar el cabezazo de Matthew Upson desde un tiro de esquina e hizo una gran parada para evitar que Leonardo Ulloa igualara. La forma de Grant recibió elogios del entrenador de porteros del Derby, Eric Steele, quien alabó la concentración de Grant y dijo que "estará encantado con su actuación y fue parte de una defensa que nos mantuvo en el juego".

### Stoke City
El 31 de agosto de 2016, Grant se unió al Stoke City de la Premier League en un préstamo de seis meses para cubrir al lesionado Jack Butland. El 24 de septiembre, hizo su debut en la Premier League a la edad de 33 años en un empate 1-1 en casa contra el West Bromwich Albion. Luego, Grant jugó ante el Manchester United el 2 de octubre de 2016, donde el Stoke obtuvo su primer punto en Old Trafford desde 1980. Luego, Grant fue titular en dos triunfos seguidos ante el Sunderland y Hull City recibiendo elogios del presidente del Stoke Peter Coates.
El 4 de enero de 2017, después de impresionar durante su préstamo con 6 porterías a cero en 15 apariciones en la liga en la temporada 2016-17, Grant se unió al Stoke City en un contrato de dos años y medio por una tarifa de £ 1.3 millones. Grant retuvo su lugar en el equipo hasta que Butland regresó de una lesión en abril de 2017. Jugó 30 veces en la temporada 2016-17 cuando el Stoke terminó en la 13.ª posición y sus actuaciones le valieron el premio al jugador del año. Grant fue suplente de Jack Butland en la temporada 2017-18, jugando cinco encuentros con el Stoke donde fueron relegados a la EFL Championship.

### Manchester United
Grant firmó para el club de la Premier League, el Manchester United el 3 de julio de 2018 en un contrato de dos años por una tarifa no divulgada. Se retiró en junio de 2022, habiendo jugado dos partidos para el club mancuniano.

## Estadísticas

### Clubes
Actualizado al último partido jugado el 28 de noviembre de 2019.
| Club | Div.          | Temporada     | Liga(1) | Liga(1) | Liga(1) | Torneos nacionales(2) | Torneos nacionales(2) | Torneos nacionales(2) | Torneos internacionales(3) | Torneos internacionales(3) | Torneos internacionales(3) | Total | Total | Total  |
| Club | Div.          | Temporada     | Part.   | Goles   | Asist.  | Part.                 | Goles                 | Asist.                | Part.                      | Goles                      | Asist.                     | Part. | Goles | Asist. |
| --- | ------------- | ------------- | ------- | ------- | ------- | --------------------- | --------------------- | --------------------- | -------------------------- | -------------------------- | -------------------------- | ----- | ----- | ------ |
| Derby County F. C. Inglaterra | 2.ª           | 2002-03       | 29      | 0       | 0       | 1                     | 0                     | 0                     | 0                          | 0                          | 0                          | 30    | 0     | 0      |
| Derby County F. C. Inglaterra | 2.ª           | 2003-04       | 36      | 0       | 0       | 2                     | 0                     | 0                     | 0                          | 0                          | 0                          | 38    | 0     | 0      |
| Derby County F. C. Inglaterra | 2.ª           | 2004-05       | 2       | 0       | 0       | 0                     | 0                     | 0                     | 0                          | 0                          | 0                          | 2     | 0     | 0      |
| Derby County F. C. Inglaterra | 2.ª           | 2005-06       | 0       | 0       | 0       | 1                     | 0                     | 0                     | 0                          | 0                          | 0                          | 1     | 0     | 0      |
| Derby County F. C. Inglaterra | 2.ª           | 2006-07       | 7       | 0       | 0       | 1                     | 0                     | 0                     | 0                          | 0                          | 0                          | 8     | 0     | 0      |
| Burnley F. C. Inglaterra | 2.ª           | 2005-06       | 1       | 0       | 0       | 0                     | 0                     | 0                     | 0                          | 0                          | 0                          | 1     | 0     | 0      |
| Oldham Athletic A. F. C. Inglaterra | 3.ª           | 2005-06       | 16      | 0       | 0       | 0                     | 0                     | 0                     | 0                          | 0                          | 0                          | 16    | 0     | 0      |
| Oldham Athletic A. F. C. Inglaterra | Total club    | Total club    | 16      | 0       | 0       | 0                     | 0                     | 0                     | 0                          | 0                          | 0                          | 16    | 0     | 0      |
| Sheffield Wednesday F. C. Inglaterra | 2.ª           | 2007-08       | 44      | 0       | 0       | 4                     | 0                     | 0                     | 0                          | 0                          | 0                          | 48    | 0     | 0      |
| Sheffield Wednesday F. C. Inglaterra | 2.ª           | 2008-09       | 46      | 0       | 0       | 2                     | 0                     | 0                     | 0                          | 0                          | 0                          | 48    | 0     | 0      |
| Sheffield Wednesday F. C. Inglaterra | 2.ª           | 2009-10       | 46      | 0       | 0       | 3                     | 0                     | 0                     | 0                          | 0                          | 0                          | 49    | 0     | 0      |
| Sheffield Wednesday F. C. Inglaterra | Total club    | Total club    | 136     | 0       | 0       | 9                     | 0                     | 0                     | 0                          | 0                          | 0                          | 145   | 0     | 0      |
| Burnley F. C. Inglaterra | 2.ª           | 2010-11       | 25      | 0       | 0       | 6                     | 0                     | 0                     | 0                          | 0                          | 0                          | 31    | 0     | 0      |
| Burnley F. C. Inglaterra | 2.ª           | 2011-12       | 43      | 0       | 0       | 5                     | 0                     | 0                     | 0                          | 0                          | 0                          | 48    | 0     | 0      |
| Burnley F. C. Inglaterra | 2.ª           | 2012-13       | 46      | 0       | 0       | 1                     | 0                     | 0                     | 0                          | 0                          | 0                          | 47    | 0     | 0      |
| Burnley F. C. Inglaterra | Total club    | Total club    | 115     | 0       | 0       | 12                    | 0                     | 0                     | 0                          | 0                          | 0                          | 127   | 0     | 0      |
| Derby County F. C. Inglaterra | 2.ª           | 2013-14       | 49      | 0       | 0       | 4                     | 0                     | 0                     | 0                          | 0                          | 0                          | 53    | 0     | 0      |
| Derby County F. C. Inglaterra | 2.ª           | 2014-15       | 40      | 0       | 0       | 3                     | 0                     | 0                     | 0                          | 0                          | 0                          | 43    | 0     | 0      |
| Derby County F. C. Inglaterra | 2.ª           | 2015-16       | 10      | 0       | 0       | 1                     | 0                     | 0                     | 0                          | 0                          | 0                          | 11    | 0     | 0      |
| Derby County F. C. Inglaterra | Total club    | Total club    | 173     | 0       | 0       | 13                    | 0                     | 0                     | 0                          | 0                          | 0                          | 186   | 0     | 0      |
| Stoke City F. C. Inglaterra | 1.ª           | 2016-17       | 28      | 0       | 0       | 2                     | 0                     | 0                     | 0                          | 0                          | 0                          | 30    | 0     | 0      |
| Stoke City F. C. Inglaterra | 1.ª           | 2017-18       | 3       | 0       | 0       | 2                     | 0                     | 0                     | 0                          | 0                          | 0                          | 5     | 0     | 0      |
| Stoke City F. C. Inglaterra | Total club    | Total club    | 31      | 0       | 0       | 4                     | 0                     | 0                     | 0                          | 0                          | 0                          | 35    | 0     | 0      |
| Manchester United F. C. Inglaterra | 1.ª           | 2018-19       | 0       | 0       | 0       | 1                     | 0                     | 0                     | 0                          | 0                          | 0                          | 1     | 0     | 0      |
| Manchester United F. C. Inglaterra | 1.ª           | 2019-20       | 0       | 0       | 0       | 0                     | 0                     | 0                     | 1                          | 0                          | 0                          | 1     | 0     | 0      |
| Manchester United F. C. Inglaterra | Total club    | Total club    | 0       | 0       | 0       | 1                     | 0                     | 0                     | 1                          | 0                          | 0                          | 2     | 0     | 0      |
| Total carrera | Total carrera | Total carrera | 471     | 0       | 0       | 39                    | 0                     | 0                     | 1                          | 0                          | 0                          | 511   | 0     | 0      |
| (1)Incluidos los datos de la Premier League, EFL Championship y la EFL League One (2)Incluidos los datos de la FA Cup y la Copa de la Liga (3)Incluidos los datos de la Liga de Campeones de la UEFA |               |               |         |         |         |                       |                       |                       |                            |                            |                            |       |       |        |

## Palmarés

### Distinciones individuales
| Distinción                            | Año     |
| ------------------------------------- | ------- |
| Derby County Young Player of the Year | 2002-03 |
| Burnley Player of the Year            | 2012-13 |
| Stoke City Player of the Year         | 2016-17 |